# Montenegrinos de Croacia

Bandera de Montenegro.

Bandera de Croacia.

Los montenegrinos de Croacia son una minoría nacional en la república. Según el censo de 2011, hay unos 4.517 montenegrinos étnicos en Croacia. El mayor número de montenegrinos en Croacia se encuentra en la capital croata, Zagreb.
Los montenegrinos están reconocidos oficialmente como una minoría nacional autóctona y, como tales, eligen a un representante especial en el Parlamento croata, compartido con miembros de otras cuatro minorías nacionales.

## Historia
En 1657, el dux de Venecia, Bertuccio Valiero, reasentó a Peroj con cinco familias (Brcela, Draković, Brajić, Vučeta y Ljubotina) de la región de Cernizza en Montenegro. Después de la guerra de Creta de 1645-1669, otras veinte familias originarias de Montenegro emigraron a Peroj. Hoy, Peroj es el centro de los montenegrinos en el condado de Istria.

## Demografía
Montenegrinos en el censo de 2001 y 2011:
| Condado                          | Número en el censo de 2001 | % de todos los montenegrinos en Croacia | Número en el censo de 2011 | % de todos los montenegrinos en Croacia |
| -------------------------------- | -------------------------- | --------------------------------------- | -------------------------- | --------------------------------------- |
| Ciudad de Zagreb                 | 1.313                      | 26,65%                                  | 1,191                      | 26,37%                                  |
| Condado de Istria                | 732                        | 14,86%                                  | 759                        | 16,80%                                  |
| Condado de Primorje-Gorski Kotar | 643                        | 13,05%                                  | 642                        | 14,21%                                  |
| Condado de Split-Dalmacia        | 593                        | 12,04%                                  | 485                        | 10,74%                                  |
| Condado de Dubrovnik-Neretva     | 370                        | 7,51%                                   | 307                        | 6,80%                                   |
| Condado de Osijek-Baranja        | 352                        | 7,15%                                   | 319                        | 7,08%                                   |
| Condado de Zagreb                | 135                        | 2,74%                                   | 130                        | 2,88%                                   |
| Condado de Vukovar-Srijem        | 119                        | 2,41%                                   | 97                         | 2,15%                                   |
| Condado de Zadar                 | 112                        | 2,27%                                   | 100                        | 2,21%                                   |
| Condado de Bjelovar-Bilogora     | 83                         | 1,68%                                   | 63                         | 1,39%                                   |
| Condado de Šibenik-Knin          | 75                         | 1,52%                                   | 66                         | 1,46%                                   |
| Condado de Karlovac              | 74                         | 1,50%                                   | 62                         | 1,37%                                   |
| Condado de Sisak-Moslavina       | 70                         | 1,42%                                   | 68                         | 1,51%                                   |
| Condado de Brod-Posavina         | 54                         | 1,10%                                   | 41                         | 0,91%                                   |
| Condado de Virovitica-Podravina  | 43                         | 0,87%                                   | 42                         | 0,93%                                   |
| Condado de Varazdin              | 42                         | 0,85%                                   | 43                         | 0,95%                                   |
| Condado de Međimurje             | 31                         | 0,63%                                   | 26                         | 0,58%                                   |
| Condado de Koprivnica-Krizevci   | 29                         | 0,59%                                   | 36                         | 0,80%                                   |
| Condado de Pozega-Slavonia       | 22                         | 0,45%                                   | 14                         | 0,31%                                   |
| Condado de Krapina-Zagorje       | 13                         | 0,26%                                   | 10                         | 0,22%                                   |
| Condado de Lika-Senj             | 8                          | 0,16%                                   | dieciséis                  | 0,35%                                   |
| Total                            | 4.926                      | 100%                                    | 4.517                      | 100%                                    |